# Victorious Awax
Walid Ben Ahmed, connu par son nom d'artiste Victorious Awax, est un artiste rappeur comorien, résidant au Maroc, évoluant dans le rap, trap et le rnb, il se fait remarquer du grand public, au cours de l'année 2019, avec la sortie de son deuxième mixtape intitulé Niyenshi. Avec ce projet, Awax se fait connaître au niveau national.
En 2017, il sort TafaUti son premier projet.

## Biographie
Victorious Awax, de son vrai nom Walid Ben Ahmed, est un rappeur et poète comorien. Il poursuit un doctorat en « Langage et société » à l’Université Ibn Tofaïl de Kénitra, au Maroc, tout en développant une carrière musicale engagée.

## Carrière
Le 14 juillet 2019, Victorious Awax donne un concert à la plage d’Itsandra, considéré comme son premier grand événement musical aux Comores.
Le 28 septembre 2019, il se produit à l’Alliance Française de Moroni aux côtés de Naris et Como-Style. Ce concert s’accompagne d’une conférence sur « le pouvoir des paroles et le rapport des jeunes à l’espace public ».
En octobre 2023, il collabore avec RDJB sur l’album Msahazi.

## Récompenses
En mars 2019, Victorious Awax est élu « Meilleur rappeur de l’année » lors de la première édition des Comor’Awards.

## Style artistique
Son style mêle rap conscient, poésie urbaine et réflexion sociale. Il affirme que « les mots ont leur propre musique ».